# Girard d'Athée
Girard d'Athée, né entre 1150 et 1160 et mort en 1215, chevalier, seigneur d'Athée, sénéchal de Touraine et gouverneur du château de Chinon, fidèle conseiller et serviteur du roi d'Angleterre Jean sans Terre.

## Biographie
Girard d'Athée naquit en Touraine sous domination de l'Empire Plantagenêt. Il fut un fidèle serviteur du roi Richard Cœur de Lion. Ce dernier, ayant choisi Jean sans Terre pour lui succéder, Girard d'Athée se mit naturellement au service de son nouveau suzerain. 
Girard d'Athée se met aussitôt sous le commandement du sénéchal d'Anjou Robert de Tourneham. Ce dernier aide le frère du défunt roi, Jean sans Terre, accéder au château de Chinon, et donc au trésor entreposé là. Peu de temps après, en mars 1200, le sénéchal d'Anjou, Robert de Tourneham, accompagne Jean sans Terre en Normandie puis en Angleterre, où il reste un an.
Il est remplacé par Aimery VII de Thouars pour quelques mois seulement qui lui-même est remplacé par Guillaume des Roches. Robert de Tourneham est de retour en 1201, en France. Dans un acte de 1201, il est aidé dans son action par Girard d’Athée, qui est dit être son lieutenant.
Le 1er août 1202, dans le fief de Mirebeau, Arthur Ier de Bretagne, rival de Jean sans Terre, est capturé par surprise par Robert de Tourneham et Girard d'Athée. 
La pression du roi de France sur l'Anjou oblige le sénéchal à se concentrer sur la défense de son territoire ; il doit notamment mater une rébellion angevine. En 1203, il tente de reprendre la ville d'Angers qui était tombée aux mains des troupes royales de Philippe Auguste en novembre 1202. Il met à sac la ville et la brûle partiellement, mais échoue à la reprendre. En dépit de ses efforts, les forces anglaises se montrent incapables de repousser définitivement les Français et faiblissent. Robert finit par être capturé, fin 1204 ou début 1205.
Mirebeau, se laisse surprendre au milieu de son triomphe, et est fait prisonnier par Jean Sans Terre le 1er août 1202. Quatre jours après cet éclatant fait d'armes, par lettres patentes datées de Chinon, le roi d'Angleterre mande au sénéchal d'Anjou de mettre entre les mains de Girard d'Athée les possessions de Guillaume de Pressigny, pour les prendre sous sa garde et les conserver au roi ; quant à ses forteresses, elles devront être rasées. Guillaume de Pressigny était possesseur des deux seigneuries, Sainte-Maure et le château du Grand-Pressigny ; le roi ordonne de raser ces deux places fortes et de retenir les domaines entre ses mains jusqu'à la soumission de son vassal rebelle. Pendant ce temps, Guillaume des Roches grand sénéchal d'Anjou, éleva au poste de sénéchal de Touraine Girard d'Athée. Le 1er septembre, quelques jours après sa nomination, Jean Sans Terre confie au nouveau sénéchal de Touraine la garde de la ville de Tours, dont il vient de s'emparer.
Après l'assassinat d'Arthur de Bretagne par les hommes à la solde de Jean sans Terre, Girard d'Athée ne sembla point y trouver là une raison pour le délier du serment de fidélité qu'il avait promis à son suzerain ; Girard d'Athée n'abandonna jamais la cause de son bienfaiteur dans la bonne comme dans la mauvaise fortune, sur le sol natal comme dans la terre d'exil.  
Par une lettre patente daté du 8 août 1203, Jean sans Terre fait connaître aux principaux seigneurs de Touraine qui restèrent attachés à la fortune de Jean Sans Terre, même après son crime, qu'il donne pouvoir à Girard d'Athée de mettre en liberté le seigneur Geoffroi de Palluau, après avoir toutefois obtenu garantie de sa fidélité par des otages, des sergents et la remise du château de Montrésor, selon l'accord convenu entre eux et dont il lui a parlé dans ses lettres. Jean Sans Terre prescrit en outre au sénéchal de Touraine de raser le château de Montrésor, aussitôt qu'il sera en son pouvoir, ainsi que tous les autres châteaux dont il s'emparera sur ses ennemis, excepté le château de Loches ou les autres châteaux royaux de Touraine qui sont entre ses mains. La même année, le roi d'Angleterre, Jean sans Terre, envoie une lettre patente pour donner ordre à ses officiers de confier à Girard d'Athée la désignation d’un capitaine pour le château de la Guerche.
En 1204, la situation est favorable au roi de France, Philippe Auguste. Philippe-Auguste reconquit la Normandie, le Maine, l'Anjou et la Touraine, sauf quelques places fortes qui font encore résistance. Au mois d'août, il s'empare encore de Poitiers et de tout le pays qui l'entoure. Enfin, à l'approche de l'hiver, il vient bloquer le château de Loches et celui de Chinon, les seuls châteaux qui sont encore aux mains de Jean Sans Terre en Touraine et dont le gouverneur est Girard d'Athée. 
En 1205, Philippe-Auguste acheva sa conquête, à la tête d'une formidable armée, munie de toutes les machines nécessaires pour battre et renverser les murailles. Malgré la résistance de son gouverneur, Girard d'Athée, le château de Loches ne put résister devant des forces aussi considérables; cependant, les assiégés ne se rendirent qu'à la dernière extrémité et lorsque la place eut été emportée d'assaut. La garnison entière, composée de 120 chevaliers et hommes d'armes fut faite prisonnière et conduite en captivité au château de Compiègne. Le château de Chinon subit le même sort. Les deux dernières places fortes de l'Empire angevin venaient d'être perdues. Girard d'Athée fut fait prisonnier. Jean sans Terre envoya une lettre patente de sauf-conduit pour permettre à la famille de Girard d'Athée et à ses proches de rejoindre l'Angleterre. Mais la femme et les enfants de Girard d'Athée préférèrent rester en France auprès de leur mari et père pour amoindrir sa souffrance de prisonnier. Malgré les demandes de libération monnayées par Jean sans Terre, Girard d'Athée ne fut libéré qu'à la fin de l'année 1207.
En janvier 1208, Girard d'Athée débarqua en Angleterre avec sa famille. Aussitôt, il reprend du service et devient conseiller et homme de mains de Jean sans Terre. Il deviendra même shérif de Gloucester. En 1214, Girard d'Athée fut remplacé dans ses fonctions de shérif du comté de Gloucester, par le tourangeau Engelrand de Cigogné.
À partir de cette année 1215, il n'y a plus aucune mention de Girard d'Athée dans les documents et lettres patentes; son nom est remplacé par celui de son fils Jean d'Athée. Celui-ci hérita de la bienveillance que le roi avait toujours témoignée à son père.